# سارية علم

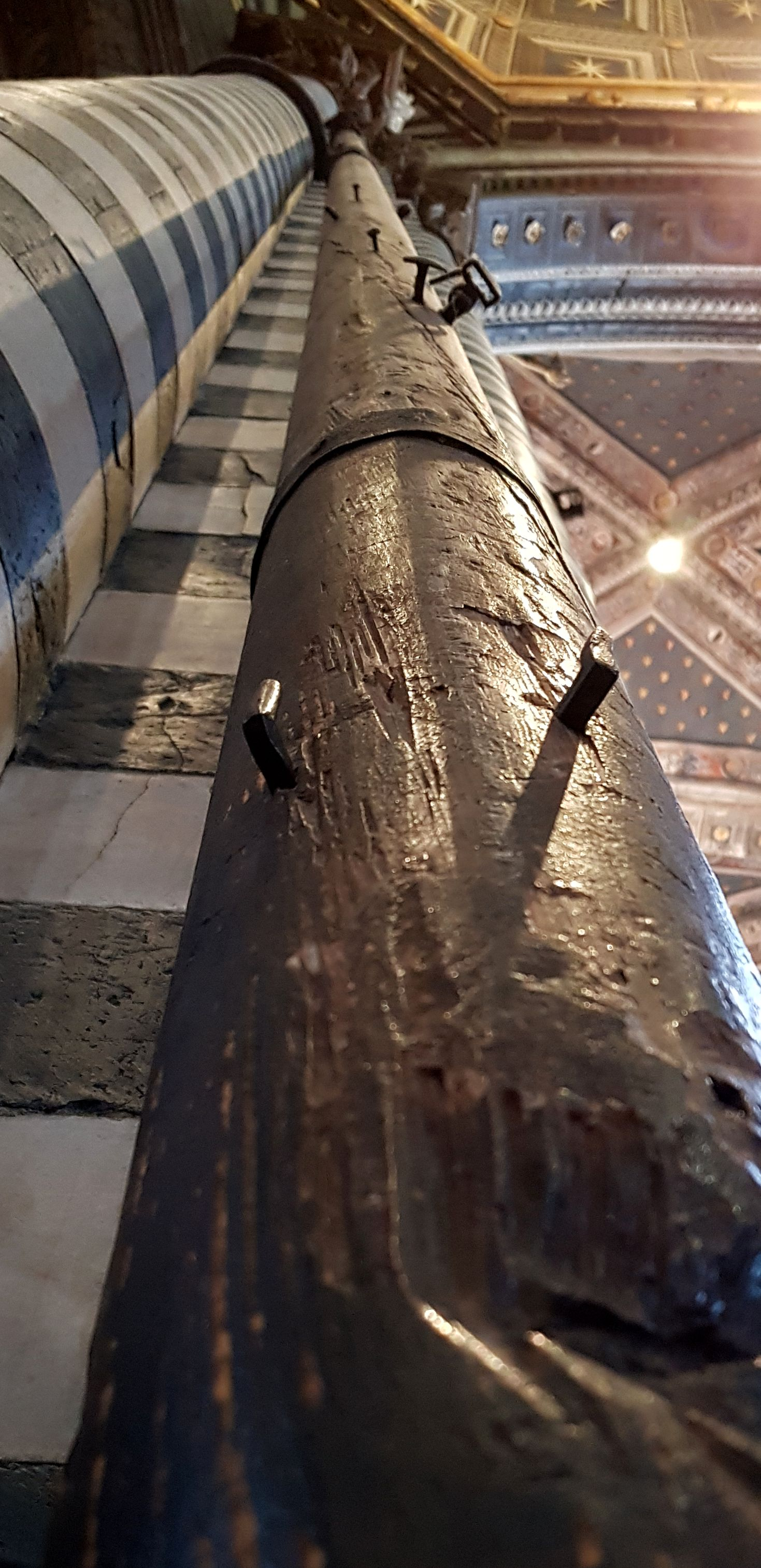
سارية علم بطول 60 قدمًا في كتدرائية سيينا

سارية العلم هي سارية مصممة لدعم العلم. إن كان أطول مما يمكن الوصول إليه بسهولة لرفع العلم فيُستخدم حبل يدور حول بكرة في الجزء الأعلى من العمود مع ربط الأطراف في الأسفل. يُثبت العلم على أحد طرفي السلك الأسفل، ثم يُرفع عن طريق سحب الطرف الآخر. ثم يُشد الحبل ويربط بالعمود في الأسفل.
ومثال على أكبر سارية في الدول العربية هيّ سارية جدة وتعد ثاني أكبر سارية علم في العالم. تقع سارية العلم في مدينة جدة في دوار الملك سارية جدة الله والذي يعرف أيضا بدوار خادم الحرمين الشريفين المقابل لكورنيش جدة الشمالي حيث يغطي مساحة 26.000 متر مربع تتوسطه السارية، يبلغ طول السارية 171 متر. يُمثل الميدان سيفين ونخلة و اللتين هما شعار المملكة العربية السعودية، كما تغطي النباتات مساحة 9.000 متر مربع إضافية، ويحيط بالسارية 13 ضوء يمثل عدد مناطق المملكة الثلاث عشرة.